# Mörttjärnen (Nås socken, Dalarna, 669780-143509)
Mörttjärnen är en sjö i Vansbro kommun i Dalarna och ingår i Norrströms huvudavrinningsområde. Sjöns area är 0,023 kvadratkilometer och den befinner sig 264 meter över havet.